# Taârija

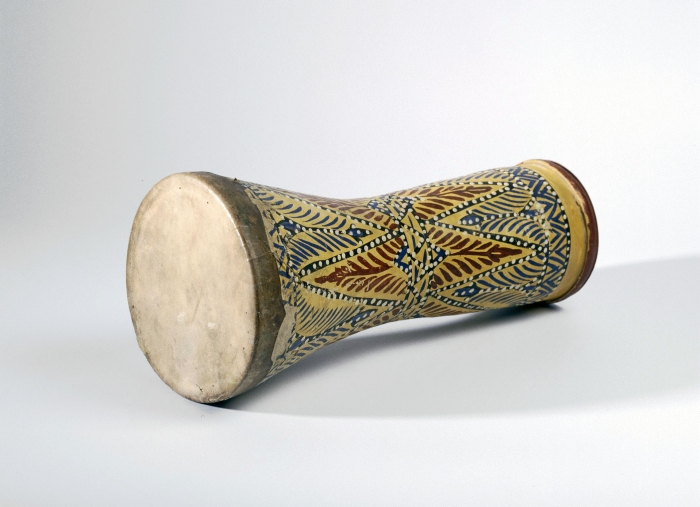

La taârija est un instrument de percussion faisant partie des membranophones. C'est une sorte de tambour en terre cuite recouvert d'une peau de mouton. On la retrouve surtout au Maroc. La taârija est apparentée à la darbouka.